# Notarius planiceps
Notarius planiceps és una espècie de peix de la família dels àrids i de l'ordre dels siluriformes.

## Morfologia
Els mascles poden assolir els 60 cm de llargària total.

## Alimentació
Menja invertebrats bentònics.

## Distribució geogràfica
Es troba als rius de la costa pacífica entre Mèxic i Panamà.